# Wude (köping i Kina, Henan)
Wude (kinesiska: 武德, 武德镇) är en köping i Kina. Den ligger i provinsen Henan, i den centrala delen av landet, omkring 54 kilometer nordväst om provinshuvudstaden Zhengzhou. Antalet invånare är 43 199. Befolkningen består av 21 519 kvinnor och 21 680 män. Barn under 15 år utgör 20,0 %, vuxna 15-64 år 71 %, och äldre över 65 år 7,0 %.
Genomsnittlig årsnederbörd är 617 millimeter. Den regnigaste månaden är juli, med i genomsnitt 126 mm nederbörd, och den torraste är december, med 4 mm nederbörd.